# Tony Lloyd
Sir Anthony Joseph Lloyd, detto Tony (Stretford, 25 febbraio 1950 – Manchester, 17 gennaio 2024), è stato un politico britannico, membro del Partito Laburista.

## Biografia
Quarto di cinque figli, Tony Lloyd nacque a Stretford, nella contea della Grande Manchester, il 25 febbraio 1950. Frequentò prima l'Università di Nottingham, dove si laureò in matematica, e poi la Manchester Business School, nella quale conseguì un master in amministrazione aziendale. Successivamente lavorò come docente universitario presso l'Università di Salford.

### Carriera politica
Entrò in politica per la prima volta nel 1979, candidandosi al Consiglio metropolitano di Trafford con il Partito Laburista, dove ottenne un seggio in rappresentanza del quartiere di Clifford. Rimase consigliere di Trafford fino al 1984.
Nel 1983 entrò a far parte della Camera dei comuni del Regno Unito dopo aver vinto nel collegio di Stretford alle elezioni generali dello stesso anno. Divenne whip del Partito Laburista, allora partito d'opposizione, tra il 1986 e il 1987, diventando infine portavoce dell'opposizione per i trasporti (dal 1987 al 1992), per l'occupazione (dal 1992 al 1994), per l'ambiente (dal 1994 al 1995) e per gli affari esteri (dal 1995 al 1997).
In occasione delle elezioni generali del 1997 vennero riformati i confini del collegio elettorale di Stretford e Tony Lloyd fu selezionato come candidato per il collegio di Manchester Central. Qui venne eletto in tutte le successive elezioni fino a quelle del 2010 comprese.
Grazie alla vittoria dei laburisti nel 1997 il primo ministro Tony Blair nominò Tony Lloyd ministro di Stato per gli affari esteri, posizione facente parte dell'Ufficio degli esteri, del Commonwealth e dello sviluppo, allora guidato da Robin Cook. La posizione di Lloyd si concluse con un rimpasto di governo nel luglio 1999.
Nel 2005 si candidò come capogruppo in Parlamento ma venne battuto dalla politica Ann Clwyd. L'anno seguente invece batté la stessa Clwyd e rimase in carica fino al 2012.

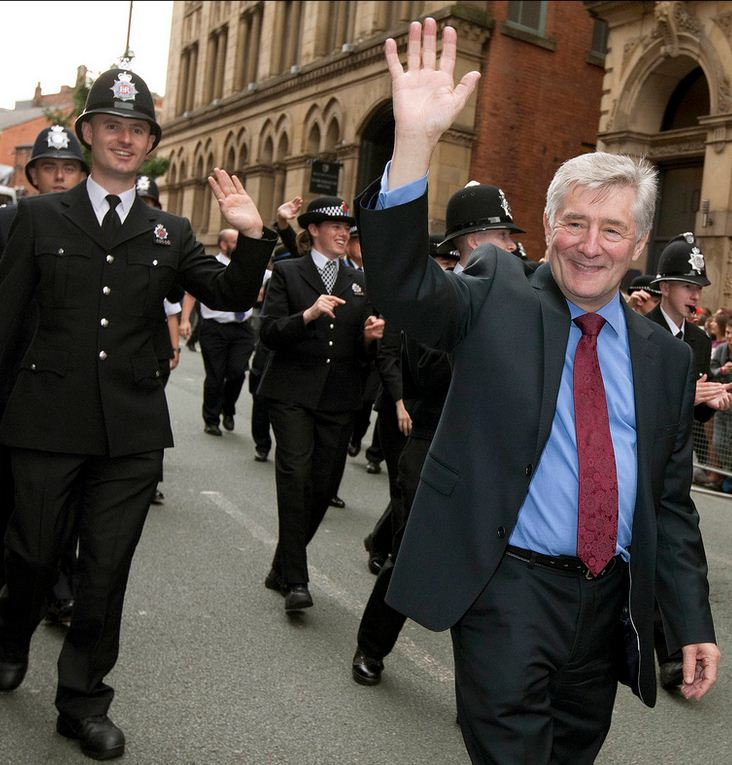
Tony Lloys sfila con la Greater Manchester Police al Manchester Pride del 2013.

Sempre nel 2012 annunciò la sua intenzione di dimettersi da parlamentare per candidarsi come "Police and crime commissioner" della Grande Manchester. Venne quindi eletto col 51,23% dei voti.
Il 29 maggio 2015 venne nominato sindaco ad interim della Grande Manchester. Annunciò nel 2016 che avrebbe voluto candidarsi come laburista alle elezioni del sindaco della contea metropolitana del 2017. Alla fine come candidato venne scelto Andy Burnham, il quale vinse anche le elezioni.
Nel 2017 venne selezionato per candidarsi come parlamentare per il collegio di Rochdale alle elezioni dello stesso anno. Venne scelto come candidato perché al precedente parlamentare, Simon Danczuk, venne impedito di candidarsi a causa di un'indagine interna del partito. Qui Tony Lloyd venne eletto, ed è stato deputato di questo collegio per il resto della sua vita.
Nel luglio dello stesso anno venne nominato ministro ombra per l'edilizia abitativa dal capo laburista Jeremy Corbyn. Nel marzo 2018 divenne segretario di Stato ombra per l'Irlanda del Nord dopo le dimissioni di Owen Smith. Nel dicembre 2019 diventò inoltre segretario di Stato ombra per la Scozia, in sostituzione di Lesley Laird.
Nel 2020, dopo l'elezione di Keir Starmer a leader del Partito Laburista e al rimpasto del governo ombra, venne sostituito in entrambi gli incarichi.
Nel 2021 Tony Lloyd venne nominato Knight Bachelor per il suo servizio pubblico.

## Vita privata
Tony Lloyd si sposò con Judith Tear nel 1974. Insieme ebbero quattro figli: tre femmine e un maschio.

### Malattia e morte
Nel gennaio 2023 rivelò di essere sottoposto a chemioterapia dopo una diagnosi di cancro.
Nel gennaio dell'anno successivo annunciò di aver scelto di interrompere le cure, dopo che il cancro si era sviluppato in una leucemia "aggressiva e incurabile". Morì a Manchester, ancora in mandato, la mattina del 17 gennaio all'età di 73 anni.